# Ofir Koren
Ofir Koren (* 27. März 1992) ist ein ehemaliger israelischer Eishockeyspieler, der zuletzt 2010/11 bei den Palm Beach Ice Hawks in der Florida Amateur Hockey League spielte.

## Karriere
Ofir Koren spielte zunächst bei Monfort Ma’alot, für das er 2009 in der israelischen Eishockeyliga debütierte und mit dem er 2010 auf Anhieb israelischer Meister wurde. Anschließend wechselte er zu den Palm Beach Ice Hawks in die Florida Amateur Hockey League, wo er 2011 seine Karriere im Alter von erst 19 Jahren beendete.

### International
Im Juniorenalter spielte Koren für Israel bei der U18-Weltmeisterschaft 2010 in der Division III. Im Folgejahr nahm er mit der Herren-Nationalmannschaft an der Weltmeisterschaft der Division III teil und stieg mit seinem Team in die Division II auf.

## Erfolge und Auszeichnungen
- 2010 Israelischer Meister mit Monfort Ma’alot
- 2011 Aufstieg in die Division II bei der Weltmeisterschaft, Division III